# USS 알프레드 울프
USS 알프레드 울프 (DE-544)는 제2차 세계 대전 시기 미국 해군의 건설 중단된 존 C. 벌터급 호위구축함이다.
알프레드 울프란 이름은 1943년 10월 26일 건설할 함선에 대해 이름붙이기로 결정했다. 이 함선의 기공식은 1943년 12월 9일 매사추세츠주 보스턴 해군 공창에서 이루어졌다.
제2차 세계 대전으로 인해 선박 건조의 우위가 변화하면서, 알프레드 울프는 1944년 6월 10일 일시 중단되었고 9월 5일엔느 완전 취소되었다. 이어서, 마저 건설하지 못한 배의 일부분은 건축적 폭파로 폐기시켰다.